# قلندر (عشيرة)

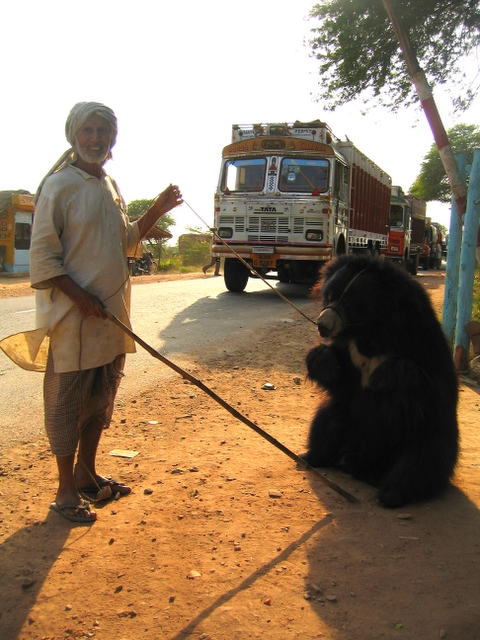
أحد أفراد القلندر مع دب، مهنة ترويض الدببة وصيدها مهنة قديمة لدا القلندر

قلندر (بالأوردية قلندر، بالهندية क़लन्दर)، هي جماعة عرقية مسلمة، توجد في شمال الهند وباكستان.وتعرف أيضًا باسم قلندر فقير. ويوجد عدد قليل من القلندر في منطقة تيراي في النيبال.